# 藤井寺市
藤井寺市（日语：／ Fujiidera shi */?）是日本大阪府東部的城市，位於近畿平原東南部，大和川和石川的匯流處；面積在全日本的城市中是第五小，僅大於琦玉縣蕨市、東京都狛江市、京都府向日市、東京都國立市。
城市名稱源自市內建於8世紀的葛井寺（「葛」與「藤」的日文讀音相同，葛井寺也被稱為藤井寺）。

## 歷史
在2世紀至6世紀期間的古墳時代就有大量的天皇陵或皇室的陵墓位於此地，此區域也被稱為古市古墳群。
在令制國時代，現在的藤井寺市西南部屬於河內國丹南郡，西北部屬丹北郡，東半部區域屬於志紀郡，河內國國府也位於此。
本市市名起源葛井寺建於8世紀，推測是自朝鮮半島流亡至此的百濟王善光後人百濟王氏所建立。
戰國時代畠山氏曾在此建立小山城。
1615年的大阪夏之陣中，曾在此發生道明寺之戰。
江戶時代此地被分割成多個藩的領地，包括小田原藩、伯太藩、沼田藩在此都有領地，其中也有幕府直屬領、寺舍領；這些區域在19世紀末明治維新後先後隸屬大坂裁判所司農局、大阪府司農局、大阪府南司農局、河內縣、堺縣、伯太縣、沼田縣、群馬縣，直到1872年的第一次府縣整併中才全數被整併屬於堺縣，但在1881年又隨著堺縣一同被併入大阪府。
1889年，日本實施町村制，現在的藤井寺市轄區在當時分屬長野村、小山村、道明寺村、澤田村共四個行政區劃；道明寺村和澤田村先在1890年合併成新設立的道明四村，長野村在1896年更名為藤井寺村，並於1915年將小山村併入，1929年升格為藤井寺町，道明寺村則在1951年升格為道明寺町後，兩個町在1959年合併為「藤井寺道明寺町」，1960年藤井寺道明寺町又更名為美陵町。
1966年美陵町升格改制為美陵市，但在升格當日，又更名為現在使用的藤井寺市。
1920年代大阪鐵道曾在此進行「藤井寺經營地計画」，在此興建了上下水道、商店、旅館、幼稚園等生活設施，同時也興建了藤井寺教材園的自然體驗學習設施，藤井寺球場的棒球場，這座棒球場後來也成為大阪近鐵野牛的根據地，在1984年至1996年期間更成為正式比賽的主球場。但隨著大阪近鐵野牛的解散，球場的使用率降低，球場最終在2006年遭到拆除。

### 變遷表
| 1889年4月1日 | 1889年 - 1926年              | 1889年 - 1926年               | 1926年 - 1944年              | 1945年 - 1954年         | 1955年 - 1988年              | 1955年 - 1988年           | 1955年 - 1988年        | 1989年 - 現在          | 現在                   |
| ------------ | ---------------------------- | ----------------------------- | ---------------------------- | ----------------------- | ---------------------------- | ------------------------- | ---------------------- | ---------------------- | ---------------------- |
| 長野村       | 1896年5月4日 更名為藤井寺村  | 1915年11月10日 合併為藤井寺村 | 1929年10月15日 藤井寺町      | 1929年10月15日 藤井寺町 | 1959年4月20日 藤井寺道明寺町 | 1960年1月1日 改名為美陵町 | 1966年11月1日 藤井寺市 | 1966年11月1日 藤井寺市 | 1966年11月1日 藤井寺市 |
| 小山村       |                              | 1915年11月10日 合併為藤井寺村 | 1929年10月15日 藤井寺町      | 1929年10月15日 藤井寺町 | 1959年4月20日 藤井寺道明寺町 | 1960年1月1日 改名為美陵町 | 1966年11月1日 藤井寺市 | 1966年11月1日 藤井寺市 | 1966年11月1日 藤井寺市 |
| 道明寺村     | 1890年3月31日 合併為道明寺村 | 1890年3月31日 合併為道明寺村  | 1890年3月31日 合併為道明寺村 | 1951年1月1日 道明寺町   | 1959年4月20日 藤井寺道明寺町 | 1960年1月1日 改名為美陵町 | 1966年11月1日 藤井寺市 | 1966年11月1日 藤井寺市 | 1966年11月1日 藤井寺市 |
| 澤田村       | 1890年3月31日 合併為道明寺村 | 1890年3月31日 合併為道明寺村  | 1890年3月31日 合併為道明寺村 | 1951年1月1日 道明寺町   | 1959年4月20日 藤井寺道明寺町 | 1960年1月1日 改名為美陵町 | 1966年11月1日 藤井寺市 | 1966年11月1日 藤井寺市 | 1966年11月1日 藤井寺市 |

## 行政

### 歷任市長
| 任 | 姓名     | 上任日期 | 卸任日期 |
| -- | -------- | -------- | -------- |
| 1  | 松內慶造 | 1966年   | 1979年   |
| 2  | 堀端宏   | 1979年   | 1999年   |
| 3  | 井關和彥 | 1999年   | 2007年   |
| 4  | 國下和男 | 2007年   | 2019年   |
| 5  | 岡田一樹 | 2019年   | 現任     |

## 交通
近畿日本鐵道南大阪線由西向東穿過市區，轄內的主要車站為此線上的藤井寺車站；道明寺線則從東部以南北方向通過轄區，兩條路線交會於道明寺車站。

### 鐵路
- 近畿日本鐵道
  -  南大阪線：（←羽曳野市） - 藤井寺車站 - 土師之里車站 - 道明寺車站 - （羽曳野市→）
  -  道明寺線：道明寺車站 - （柏原市）

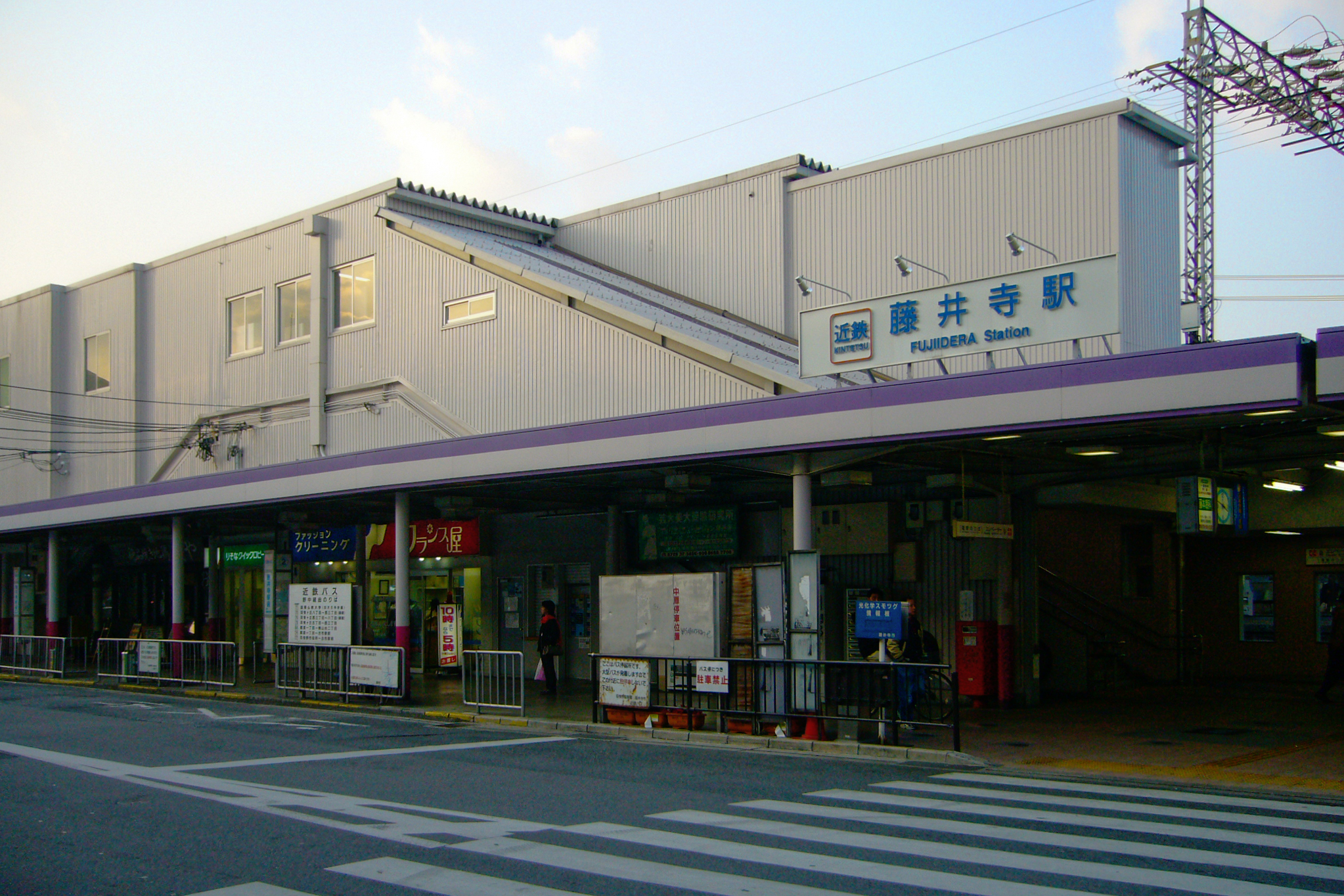
藤井寺車站
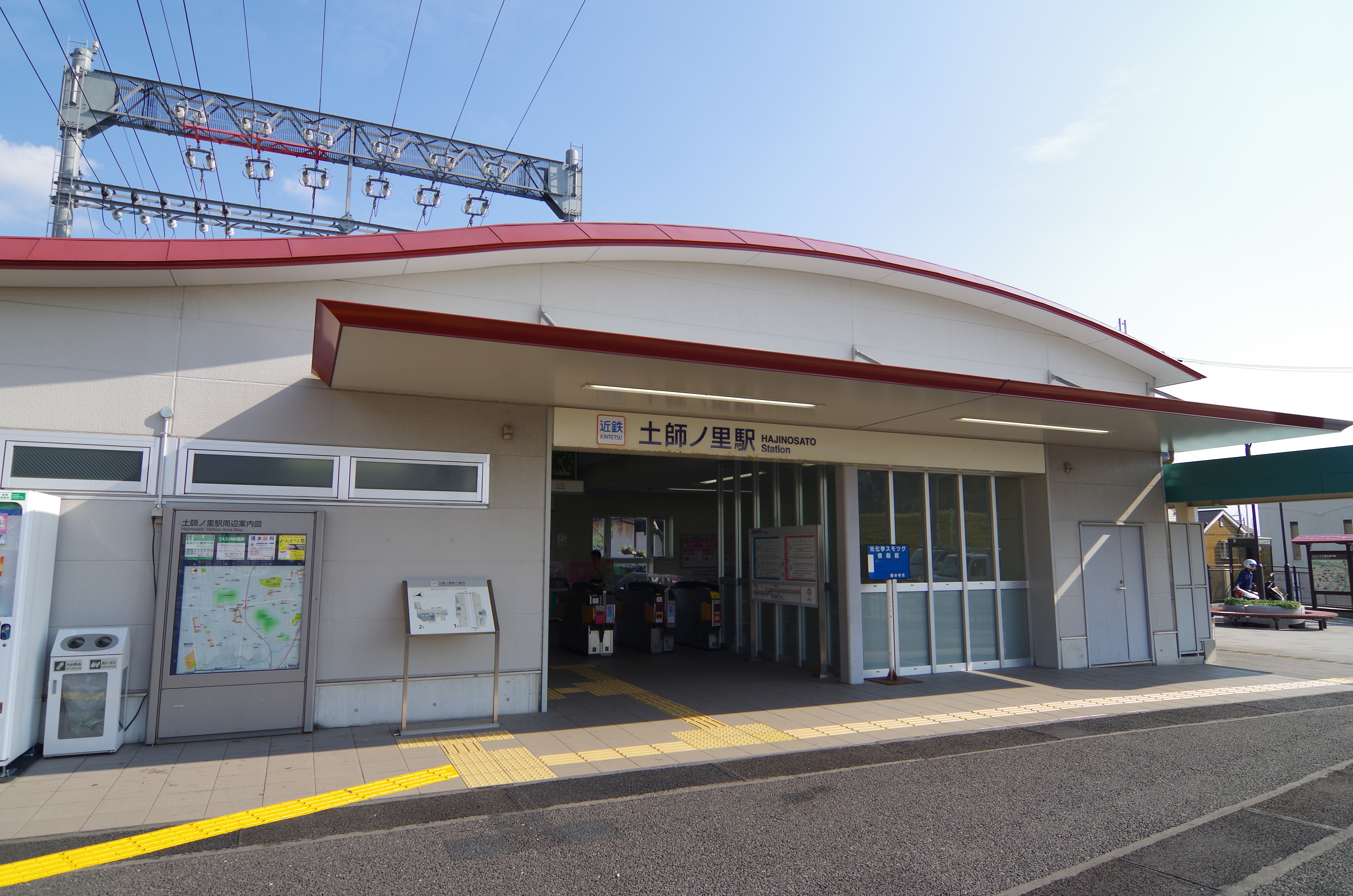
土師之里車站
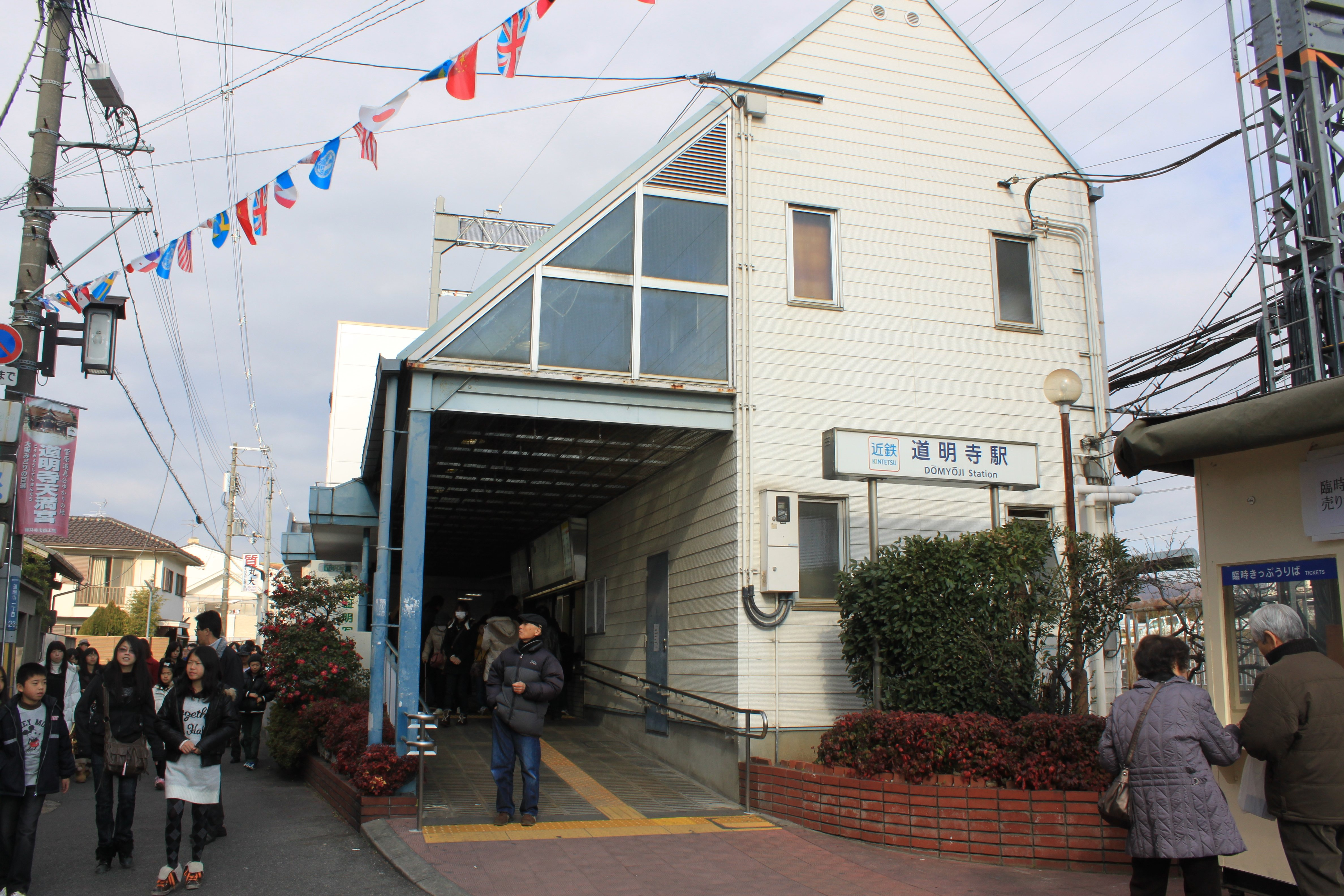
道明寺車站

### 公路
快速道路
- 西名阪自動車道：（松原市） - 藤井寺交流道 - （柏原市）

## 觀光資源

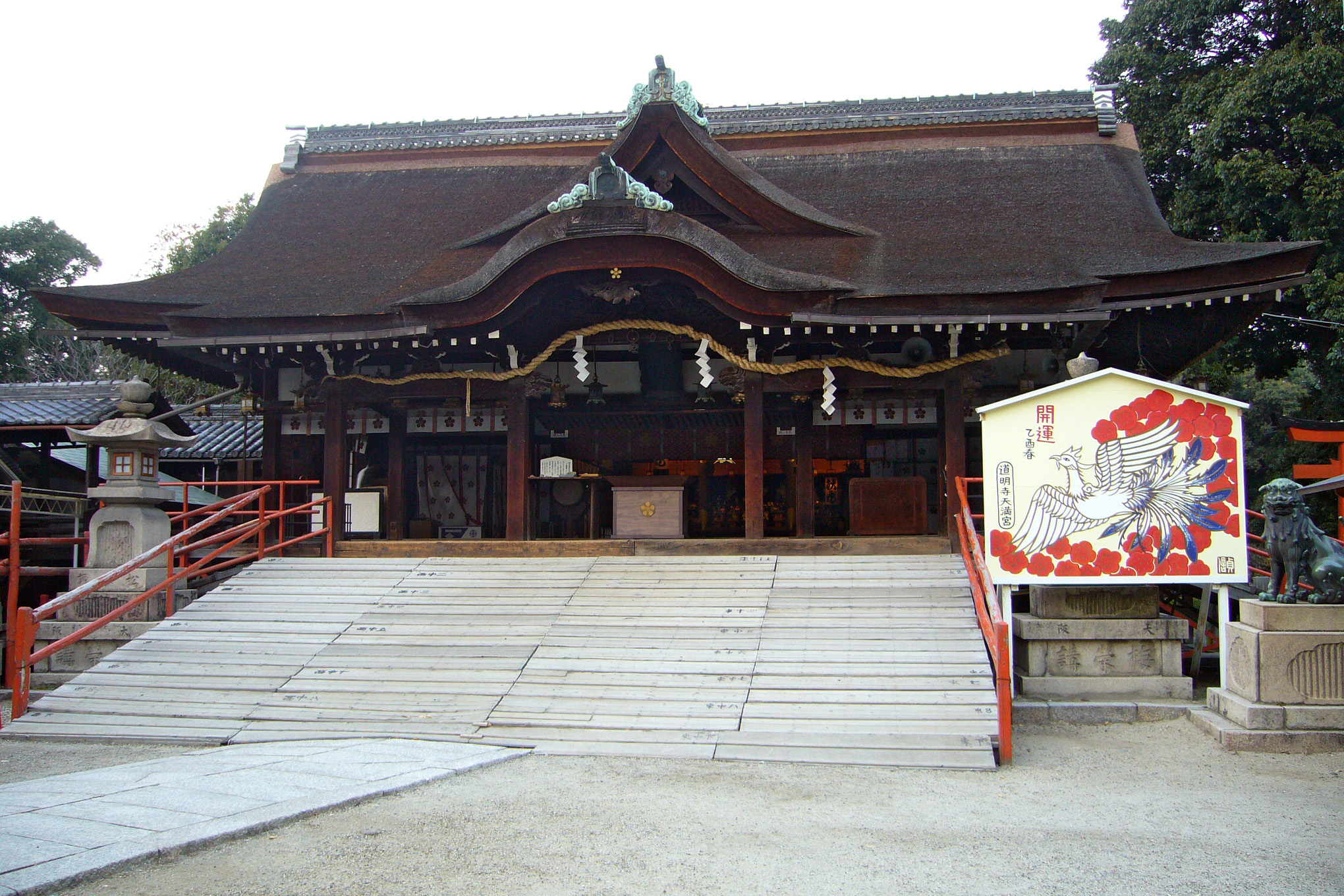
道明寺天滿宮的拜殿

古市古墳群位於藤井寺市與羽曳野市之間，有多個於4世紀末至6世紀前半之間築造的古墳，合計多達123座；在2017年日本政府決定將其與百舌鳥古墳群共同以「百舌鳥・古市古墳群」之名稱推薦登記為世界遗产。

## 教育
轄內唯一的高等教育學校為學校法人谷岡學園於1955年成立的大阪女子短期大學，但由於招生狀況不佳，造成經營困難，在2016年中決定停止招生，2018年最後一屆畢業生畢業後學校也隨之關閉。而其附設的高中－大阪女子短期大學高等學校也位於藤井寺市，因應短期大學停辦，也在2017年更名為大阪綠涼高等學校。

## 姊妹、友好城市

### 日本
- 山添村（奈良縣）
兩地於1984年9月27日締結為友好都市[4]

### 海外
- 黃山市（中國安徽省）
兩地於1994年11月9日締結為友好都市[5]

## 本地出身之名人
- 吉原宏太：足球選手
- 中土居宏宜：歌手

## 外部連結
- （日語） 藤井寺市政府的Facebook專頁
- （日語） 藤井寺市觀光協會 （页面存档备份，存于）